# Burg Hals
Die Burg Hals ist eine abgegangene Wallburg etwa 2400 Meter südöstlich von der Kirche des Ortsteils Bodman der Gemeinde Bodman-Ludwigshafen im Landkreis Konstanz in Baden-Württemberg.
 Die Burg lag südöstlich von Bodman am Hals, in der Nähe des wilden Stöckenloch.

## Geschichte
Die meisten Funde auf dem Plateau sind der Jungsteinzeit zuzurechnen und stammen aus der Zeit der Michelsberger Kultur aus den Jahren 3500 bis 2700 v. Chr. Möglicherweise stand hier ebenfalls ein römischer Wachtturm.
Wegen des 45 Meter langen Walls mit einer Breite von zehn Metern und einer Höhe von drei bis vier Meter sowie zwei vorgelegten Gräben wird angenommen, dass die Burganlage während des Frühmittelalters zwischen dem 8. und 11. Jahrhundert ausgebaut wurde.
Die Burgstelle ist ein frei zugängliches Bodendenkmal.